# Röthendorf
Röthendorf ist ein Gemeindeteil der Großen Kreisstadt Dinkelsbühl im Landkreis Ansbach (Mittelfranken, Bayern). Röthendorf liegt in der Gemarkung Weidelbach.

## Geographie
Der Weiler liegt auf einer kleinen Anhöhe, die im Westen vom Veitsgraben, einem rechten Zufluss der Zwergwörnitz, und im Osten vom Schützergraben, der 200 Meter weiter nördlich als rechter Zufluss in den Veitsgraben mündet, umflossen wird. 0,5 km südöstlich liegt das Waldgebiet Loh, 0,5 km südlich das Waldgebiet Birkach. Eine Gemeindeverbindungsstraße führt nach Veitswend (0,5 km nordwestlich) bzw. zur Staatsstraße 2218 (0,6 km südöstlich).

## Geschichte
Die Fraisch über Röthendorf war strittig zwischen dem ansbachischen Oberamt Crailsheim und dem oettingen-spielbergischen Oberamt Mönchsroth. Die Reichsstadt Dinkelsbühl wollte sie für ihr Anwesen beanspruchen. Die Dorf- und Gemeindeherrschaft hatte das Ämtlein Weidelbach des Deutschen Ordens. Ende des 18. Jahrhunderts gab es 4 Anwesen und 1 Gemeindehirtenhaus. Grundherren waren das Ämtlein Weidelbach (2 Höfe, 1 Gütlein) und das Spital Dinkelsbühl (1 Hofgut). Von 1797 bis 1808 unterstand der Ort dem Justiz- und Kammeramt Crailsheim.
Mit dem Gemeindeedikt wurde Röthendorf dem 1809 gebildeten Steuerdistrikt und der im selben Jahr gebildeten Ruralgemeinde Weidelbach zugewiesen. Am 1. Mai 1978 wurde diese im Zuge der Gebietsreform in Bayern nach Dinkelsbühl eingegliedert.

## Einwohnerentwicklung
| Jahr      | 001818 | 001840 | 001861 | 001871 | 001885 | 001900 | 001925 | 001950 | 001961 | 001970 | 001987 |
| Einwohner | 29     | 38     | 35     | 40     | 30     | 25     | 25     | 34     | 23     | 20     | 24     |
| Häuser    | 5      | 9      |        |        | 7      | 5      | 4      | 5      | 5      |        | 4      |
| Quelle    | [ 11 ] | [ 12 ] | [ 13 ] | [ 14 ] | [ 15 ] | [ 16 ] | [ 17 ] | [ 18 ] | [ 19 ] | [ 20 ] | [ 1 ]  |

## Religion
Der Ort ist seit der Reformation evangelisch-lutherisch geprägt und bis heute nach St. Ulrich (Weidelbach) gepfarrt. Die Katholiken sind nach St. Georg (Dinkelsbühl) gepfarrt.